# Lécanomancie
La lécanomancie est une technique de divination par le moyen de l'eau ou de l'huile dans un plat.
Il s'agissait de jeter des pierres précieuses dans l'eau et, par le son produit ou les reflets de lumière provoqués, d'en déduire certaines suppositions sur l'avenir. Une autre méthode consistait à jeter de l'huile et « lire » les taches que cela produisait en surface de l'eau.